# Elecciones presidenciales de Guatemala de 1993
La designación presidencial de Guatemala de 1993 se llevó a cabo el sábado 5 de junio de 1993 por parte del Congreso de la República de Guatemala, tras la crisis constitucional causada por el fallido autogolpe y destitución del entonces presidente Jorge Serrano Elías. 
Fueron elecciones indirectas en las cuales los diputados del Congreso eligieron al nuevo presidente del país siendo electo Ramiro de León Carpio, entonces Procurador de los Derechos Humanos, en la segunda vuelta al haber declinado su candidatura Arturo Herbruger quien en fecha posterior fue elegido vicepresidente.

## Resultados
Participaron 6 bloques legislativos en donde se realizó una segunda vuelta la cual fue ganada por Ramiro de León Carpio con 106 votos.
| Candidato | Candidato                 | Partido(s)   | 1ª vuelta | 2ª vuelta |
| --------- | ------------------------- | ------------ | --------- | --------- |
|           | Ramiro de León Carpio     |              | 64        | 106       |
|           | Arturo Herbruger Asturias |              | 51        | retirado  |
|           | Mario Quiñónez Amézquita  |              | retirado  | retirado  |
|           | Abstenciones              | Abstenciones | 1         | 10        |
|           | Total                     | Total        | 116       | 116       |